# 橋口兼三
橋口 兼三（はしぐち けんぞう、1828年8月24日（文政11年8月15日） - 1900年（明治33年）2月25日）は、幕末の薩摩藩士、明治期の裁判官・検察官・政治家。元老院議官、貴族院勅選議員、錦鶏間祗候。旧名・与一郎。

## 経歴
薩摩藩士・橋口与三次の長男として生まれる。
明治2年2月（1869年）薩摩藩の藩政改革時に新設の糺明局総裁に就任し、以後、参政、権大参事を歴任。
廃藩置県後、明治政府に出仕し、明治4年11月15日（1871年12月26日）美々津県参事に就任。同年12月7日 （1872年1月16日）司法省七等出仕に転じた。
明治5年4月7日（1872年5月13日）司法権少判事となる。以後、司法権中検事、司法中検事、権中検事、中検事・大坂上等裁判所在勤、検事、判事・大坂控訴裁判所詰、大坂控訴裁判所検事長などを歴任。この間、1876年に萩の乱の臨時裁判所に検事として出張し、また、1877年に西南戦争の九州臨時裁判所にも検事として出張した。
1883年11月14日、元老院議官に就任。1889年、高等法院予備裁判官、さらに同陪席裁判官を仰せ付けられた。1890年10月20日、元老院が廃止され非職となり錦鶏間祗候を仰せ付けられた。1891年4月21日、非職元元老院議官を依願免本官となる。同年4月15日、貴族院勅選議員に任じられ、死去するまで在任した。
その他、日本麦酒会社監査役を務めた。

## 栄典
- 1889年（明治22年）11月25日 - 大日本帝国憲法発布記念章[8]
- 1883年（明治16年）12月25日 - 従四位[9]
- 1899年（明治32年）10月7日 - 従三位[10][11]
- 1900年（明治33年）2月25日 - 勲二等瑞宝章[12]

## 親族
- 長男 橋口文蔵 ‐ 官僚[13]。岳父に子爵黒田清綱。娘婿に町田咲吉、子爵田尻鉄太郎
- 二男・橋口直右衛門 ‐ 外交官。娘婿に平沢越郎（小原直の弟）。
- 長女 よね（陸軍少将 千田貞幹の妻）[14]
- 次女 とよ（司法官 前田孝階の妻）[14]
- 三女 ひで（外交官 荒川巳次の妻）[14]
- 弟 橋口伝蔵 ‐ 寺田屋騒動で死去）[15]。子に橋口勇馬
- 弟・樺山資紀 ‐ 海軍大将[3][19]。薩摩藩士・樺山四郎左衛門の養子。子に樺山愛輔、孫に白洲正子